# Youwarou
Youwarou (ou Yowaro), est une ville et une commune rurale malienne, chef-lieu du cercle de Youwarou dans la région de Mopti.

## Géographie
La localité de Youwarou est située sur la rive gauche du Lac Débo dans le delta intérieur du Niger, au nord-ouest du chef-lieu régional Mopti. 
| Dianké   | Soumpi       | Dongo  |
| Farimaké | Youwarou     | Dirma  |
|          | Bembéré Tama | Déboye |

## Villages
La commune s'étend sur 23 localités relevées lors du recensement général de 2009. 
Les villages les plus peuplés sont :
- Youwarou Hombolore (5 689 habitants)
- Youwarou Ouro (4 276 habitants)
- Aouré (2 210 habitants)

En 2023, la loi 2023-007 attribue à la commune 22 villages, fractions ou quartiers  :
- Aoure
- Banguita
- Dienna
- Diolly
- Enguem
- Fafou
- Goureye
- Kadigui
- Kangourou
- Koira
- M'Banadje
- M'Banadou
- Oualadou
- Ouanam
- Pirso
- Roubere
- Sakamra
- Simassi
- Tana
- Yogoro
- Youwarou-Hombolore
- Youwarou-Ouro

## Politique

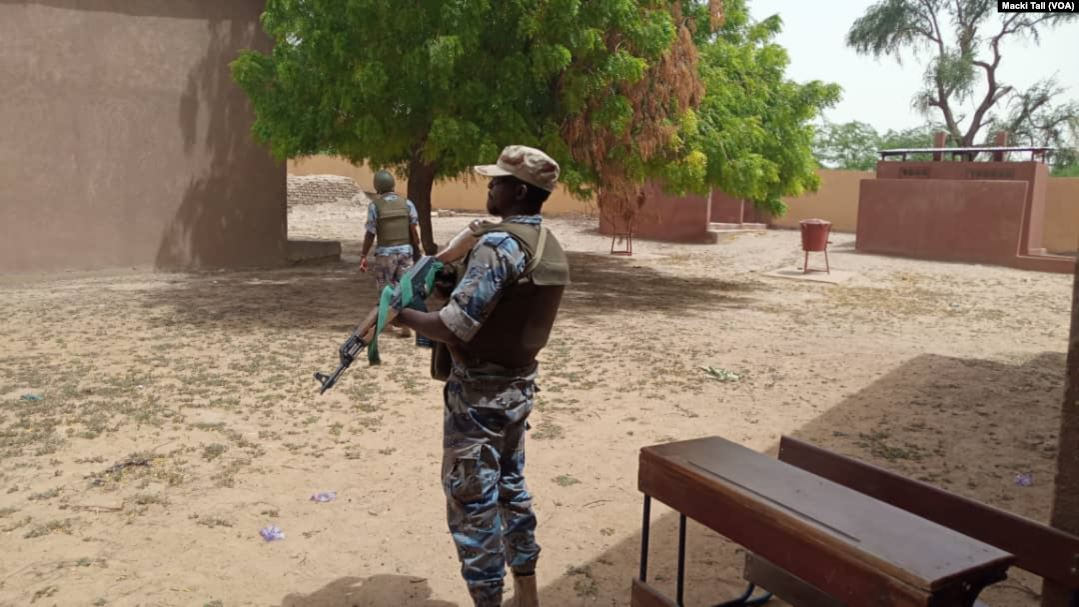
Youwarou lors de l'élection présidentielle, juillet 2018

| Année | Maire élu         | Parti politique |
| ----- | ----------------- | --------------- |
| 2004  | Guimba Bah        | URD             |
| 2009  | Bocari Amadou Bah | URD             |